# 탱화

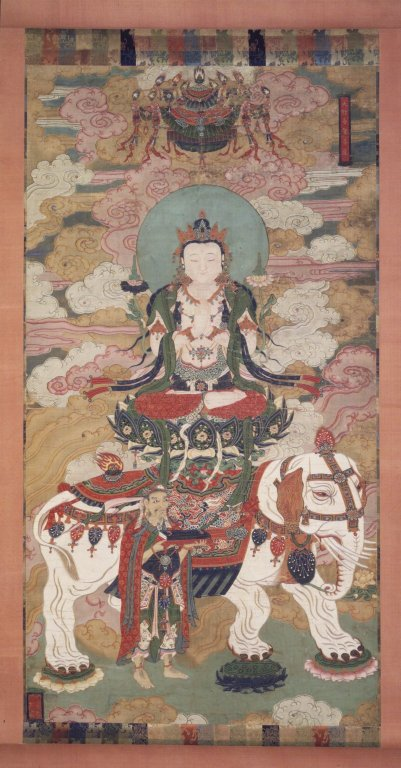
조선왕조 시대의 탱화

탱화(幀畵)는 천이나 비단에 부처나 보살의 그림을 그려 액자나 족자를 만들어서 거는 불교의 불화(佛畫)의 한 유형이다. 현존하는 탱화는 13세기경의 고려 작품이 국내에 5점 정도 전하고 있다. 탱화는 신화의 대상이다. 즉, 종교체험이라는 목적을 달성하는 데 필요한 의궤를 질서 정연하게 도상화(圖像化) 한 것이 바로 탱화이다. 한국의 사찰은 어디든지 신앙대상으로 불상을 봉안하고 그 뒤에 탱화가 걸려 있게 마련인데 일본이나 중국 등지의 사찰에는 이와 같은 탱화가 없다. 물론 일본이나 중국에도 탱화가 있긴 하지만 한국 탱화처럼 직접적인 신앙대상으로 봉안되거나 불상의 뒷벽에 거는 후불탱화로서의 성격을 지니지 않는다. 중국 티베트에도 탱화가 있는데 티베트어로 탕카라고 읽는다. 한국 탱화의 기원은 확실치 않으나 석굴암의 석조탱(石彫幀)이 남아 있는 것으로 보아 멀리 신라시대까지 소급된다.

## 사진

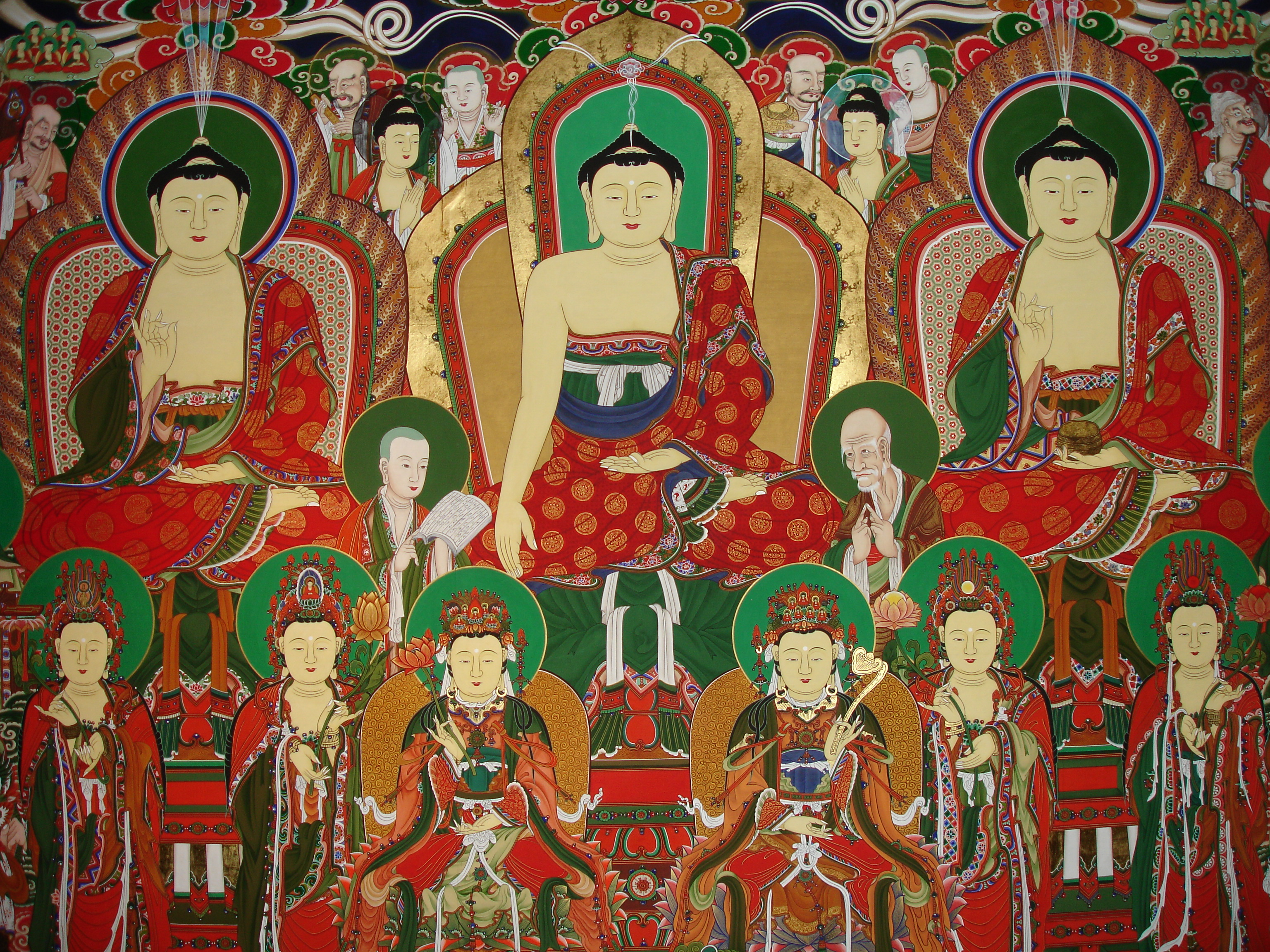
불교 탱화